# 神田町 (刈谷市)
神田町（かんだちょう）は、愛知県刈谷市の町名。

## 地理
北はJR東海道本線を境界に幸町・中山町・相生町、東は下重原町、南は住吉町、西は若松町と接している。

## 歴史
- 1960年（昭和35年） - 刈谷市刈谷・元刈谷・重原の一部から刈谷市神田町が発足[1]。
- 1965年（昭和40年） - 神田町の一部が分離して住吉町・若松町となる[1]。
- 1975年（昭和50年） - 刈谷市交通児童遊園が開園[1]。
- 1978年（昭和53年） - 刈谷市営神田駐車場が開設[1]。

### 人口の変遷
国勢調査による人口および世帯数の推移。
| 1995年（平成7年）  | 63世帯 298人 |  |
| 2000年（平成12年） | 55世帯 253人 |  |
| 2005年（平成17年） | 66世帯 271人 |  |
| 2010年（平成22年） | 53世帯 249人 |  |
| 2015年（平成27年） | 68世帯 172人 |  |
| 2020年（令和2年）  | 66世帯 202人 |  |

## 交通
- JR東海道本線
- 名鉄三河線
- 愛知県道48号岡崎刈谷線

## 施設
- 夢と学びの科学体験館
- 刈谷市交通児童遊園
- 刈谷市営神田駐車場
- 刈谷市障害者支援センター
- 刈谷市基幹相談支援センター「灯」
- JAあいち中央やすらぎホール刈谷
- 医療法人成精会刈谷病院
- 奥野工業
- 大興タクシー

### WEB
1. ↑  “愛知県刈谷市の町丁・字一覧”.   人口統計ラボ. 2024年1月7日閲覧。
2. 1 2  総務省統計局 (2022年2月10日). “令和2年国勢調査の調査結果(e-Stat) - 男女別人口，外国人人口及び世帯数－町丁・字等” (CSV). 2023年8月2日閲覧。
3. ↑  “愛知県刈谷市の郵便番号一覧”.   日本郵便. 2024年1月6日閲覧。
4. ↑  “市外局番の一覧” (PDF).   総務省 (2022年3月1日). 2022年3月22日閲覧。
5. ↑  総務省統計局 (2014年3月28日). “平成7年国勢調査の調査結果(e-Stat) - 男女別人口及び世帯数 －町丁・字等” (CSV). 2021年7月20日閲覧。
6. ↑  総務省統計局 (2014年5月30日). “平成12年国勢調査の調査結果(e-Stat) - 男女別人口及び世帯数 －町丁・字等” (CSV). 2021年7月20日閲覧。
7. ↑  総務省統計局 (2014年6月27日). “平成17年国勢調査の調査結果(e-Stat) - 男女別人口及び世帯数 －町丁・字等” (CSV). 2021年7月21日閲覧。
8. ↑  総務省統計局 (2012年1月20日). “平成22年国勢調査の調査結果(e-Stat) - 男女別人口及び世帯数 －町丁・字等” (CSV). 2021年7月21日閲覧。
9. ↑  総務省統計局 (2017年1月27日). “平成27年国勢調査の調査結果(e-Stat) - 男女別人口及び世帯数 －町丁・字等” (CSV). 2021年7月21日閲覧。

### 書籍
1. 1 2 3 4 5  「角川日本地名大辞典」編纂委員会 1989.